# خالد الشاعر
خالد الشاعر (20 ديسمبر 1987 -)، إعلامي بحريني.

## عن حياته
درس بجامعة البحرين قسم الإعلام، وقدّم في إذاعة تلفزيون البحرين برنامج (نجوم الظهاري) و(هوى الديرة)، وشارك في تقديم برنامج «سوالف» على قناة وناسة وفي إحدى الحلقات  كما شارك في برنامج تلفزيون الواقع هي وهو بمشاركته زوجته السابقة أسيل عمران , وإلى جانب عمله الإعلامي اعتاد المشاركة في الأنشطة العامة بالبحرين، وخاض تجربة التمثيل في عدة أعمال.
في عام 2014 شارك في برنامج تلفزيون الواقع شكلك مش غريب حيث قام بتقليد شخصيات مشهورة وتبرع بالجوائز التي ربحها لصالح جمعية سند الخيرية 

### حياته الأسرية
تزوج للمرة الأولى في 8 أغسطس 2008 من الفنانة السعودية أسيل عمران وانفصل عنها عام 2012 إثر مشاكل دارت بينهما ثم ردّها إلى عصمته عام 2015 حتى انفصلا بصورة نهائية للمرة الثالثة عام 2016  رزق منها بإبنه وليد لكنه توفي في عمر مبكر.
في الثامن عشر من يوليو 2018 تزوج من الإعلامية نور الشيخ ابنة الفنان البحريني خالد الشيخ

### في التمثيل
- (2024): زوجة واحدة لا تكفي (مسلسل)

- (2022): من شارع الهرم إلى ...
- (2021): مارغريت (مسلسل)
- (2020): دفعة بيروت (مسلسل)
- (2020) وكأن شيئا لم يكن (مسلسل)
- (2019) وما أدراك ما أمي (مسلسل)
- (2019) دفعة القاهرة (مسلسل)
- (2018) الخطايا العشر (مسلسل)
- (2008): كافيه تشينو (مسلسل)
- (2005) قشطه يابا (فيلم)
- (2008):الأقزام قادمون ( فيلم)
- (2002): أرنب وعقرب وفيل (مسرحية)
- (2003): اللحن المفقود (مسلسل)
- (2001) قسمتي ونصيبي (مسلسل)
- (1999) هو وغيره (مسلسل)
- أنا والحكومة (مسرحية)

## وصلات خارجية
- خالد الشاعر على موقع IMDb (الإنجليزية)
- خالد الشاعر على موقع قاعدة بيانات الأفلام العربية